# 愛知県内の通り
愛知県内の通り（あいちけんないのとおり）は、愛知県下にある各市町村ごとの道路通称、道路愛称、街道、その他の名のある道路等を一覧として集約したものである。

## 前説・総論
名称からその地域の地理歴史を連想させるもの、地域振興のために選考委員会が新たに選定したものなどがあり、どれ一つとっても興味深いものである。名古屋市・稲沢市・江南市・春日井市・尾張旭市・岡崎市・豊田市・豊橋市などでは標識令に基づく規格の「道路の通称名」（119）（あるいは古いものでいまだに「街路の通称名」が残存している市町村もある）の案内標識を設置しているが、一宮市・長久手市・みよし市・豊川市・蒲郡市などではオリジナルデザインの案内標識を設置している市町村もある。
しかし必ずしも実際の道路で通り名が分かるように標識等が設置されているとは限らず、地域で呼び習わされているもの、市販の地図には記載されているが標識が存在せず地域の人々の認識の世界に存在するものなどがあり、注意が必要である。例えば、愛知県には東海道が通っており地域住民であれば誰もが当該道路が東海道であることを認識しているが、「東海道」の標識を設置している市町村は少ない。
自動車などのモーターサイクルで通行できるものがほとんどであるが、なかには道路愛称の付いた歩道･未舗装路･山越えする道など歩行者を主眼とするものも含まれている。
愛知県内では全54市町村のうち、名古屋市を含め、13の市町村で道路通称・道路愛称の制度を採用されている。

## 名古屋市内中心部の通り
県庁所在地たる名古屋市は、愛知県下では格段に通り名が多い。とくに碁盤目状に整然と町割りされた中区の中心市街地では、いくつかの東西･南北方向の道路に通称が付けられている。名古屋開府の際に建設され、碁盤割と呼ばれた道路が現在まで引き継がれたものも少なくない。

### 南北方向の通り

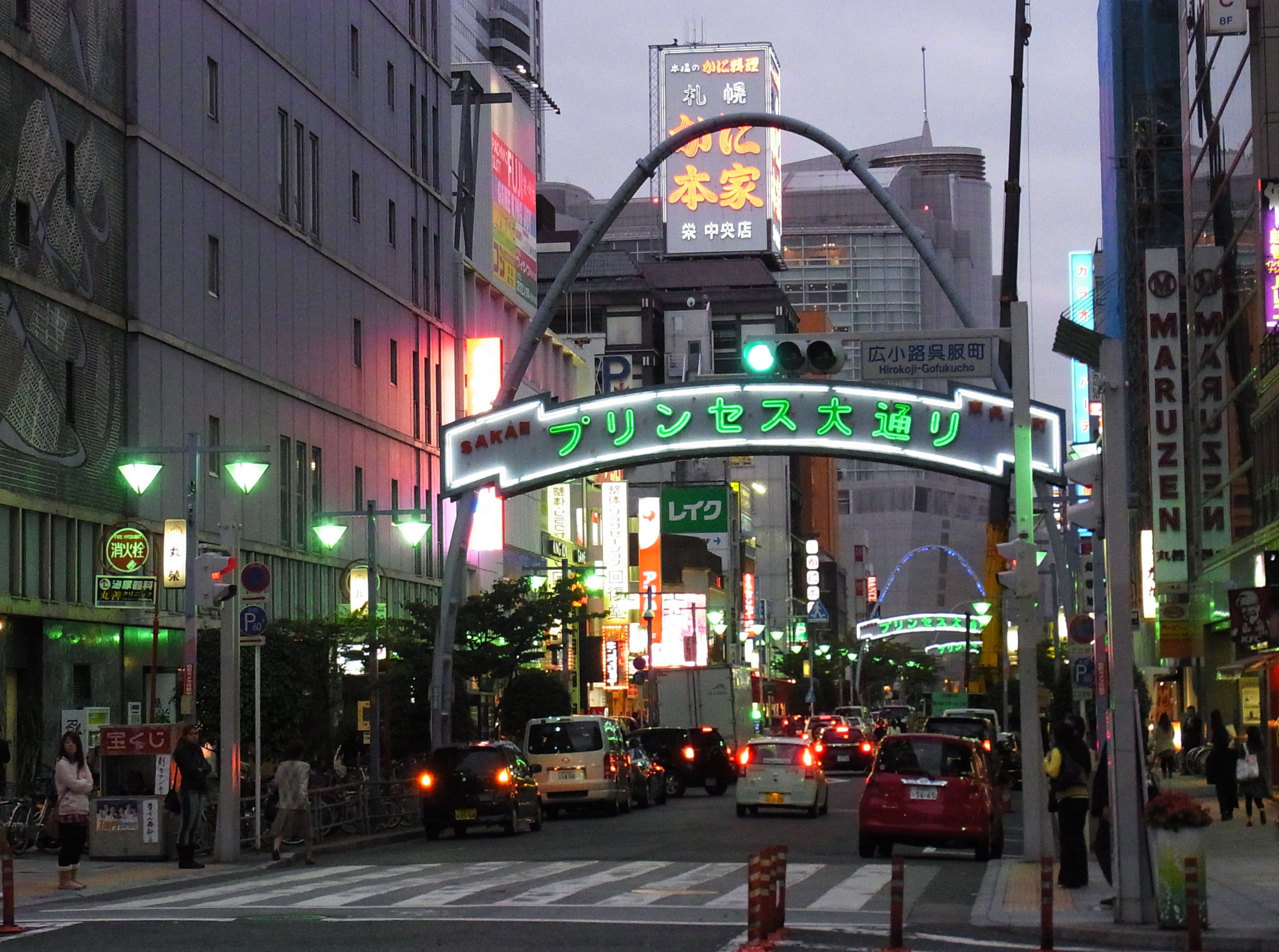
中心街の碁盤目状道路で華やかな呉服町通

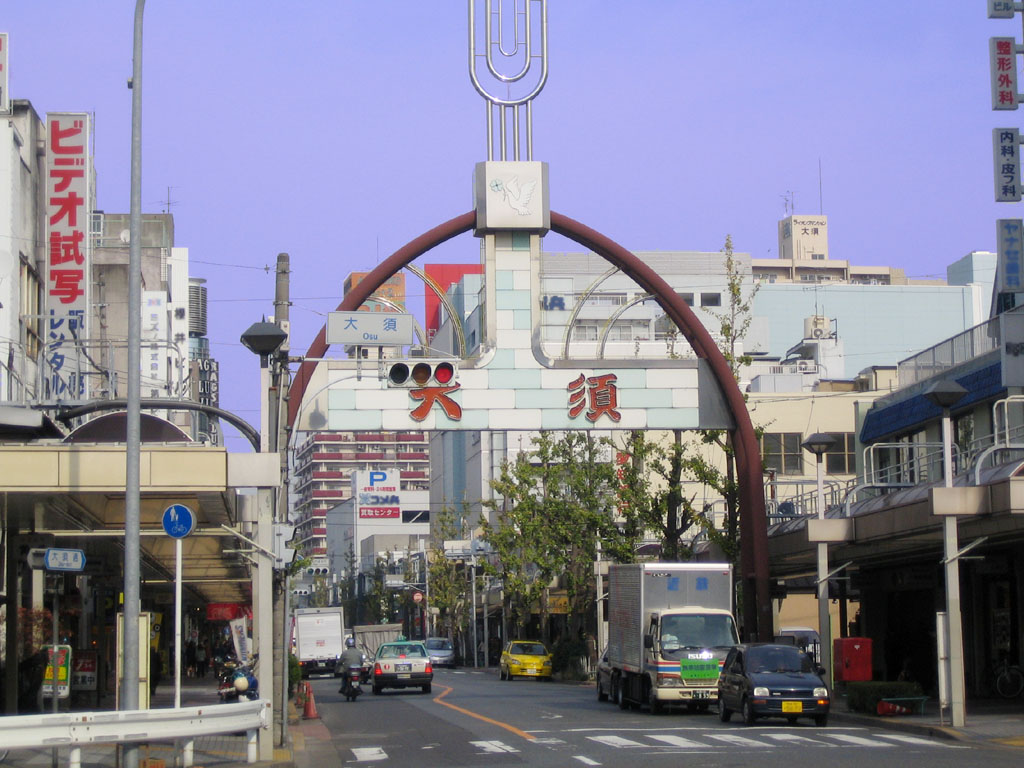
大須の門前町通で画像左右を大須通が通る

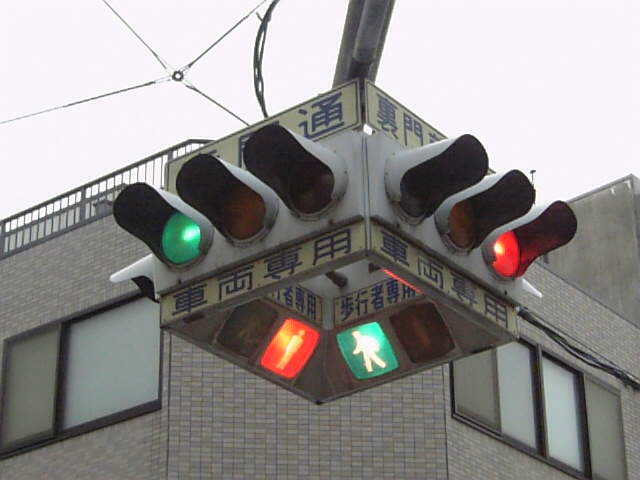
赤門通と裏門前町通が交わる交差点の名物信号機。周囲は電気街

- 四間道
- 木挽町通
- 皆戸通
- 竪三蔵通
- 中ノ町通
- 御園通
- 堀川東通
- 西大須通
- 常盤通
- 桑名町通
- 長島町通
- 長者町通
- 本町通
- 七間町通
- 呉服町通
- 伊勢町通
- 大須本通
- 門前町通
- 裏門前町通
- 新天地通
- 武平通
- 東栄通
- 前津通
- 西川端通
- 東川端通
- 千代田通
- 七本松通
- 中央線西通

### 東西方向の通り

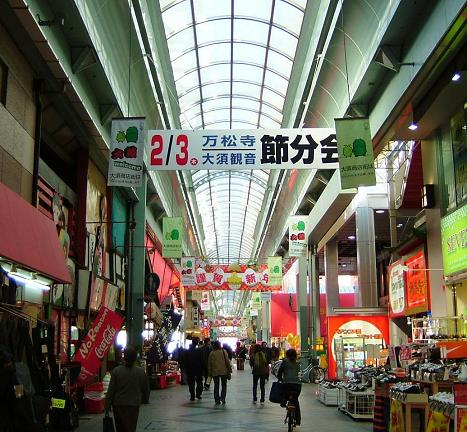
新天地通の商店街

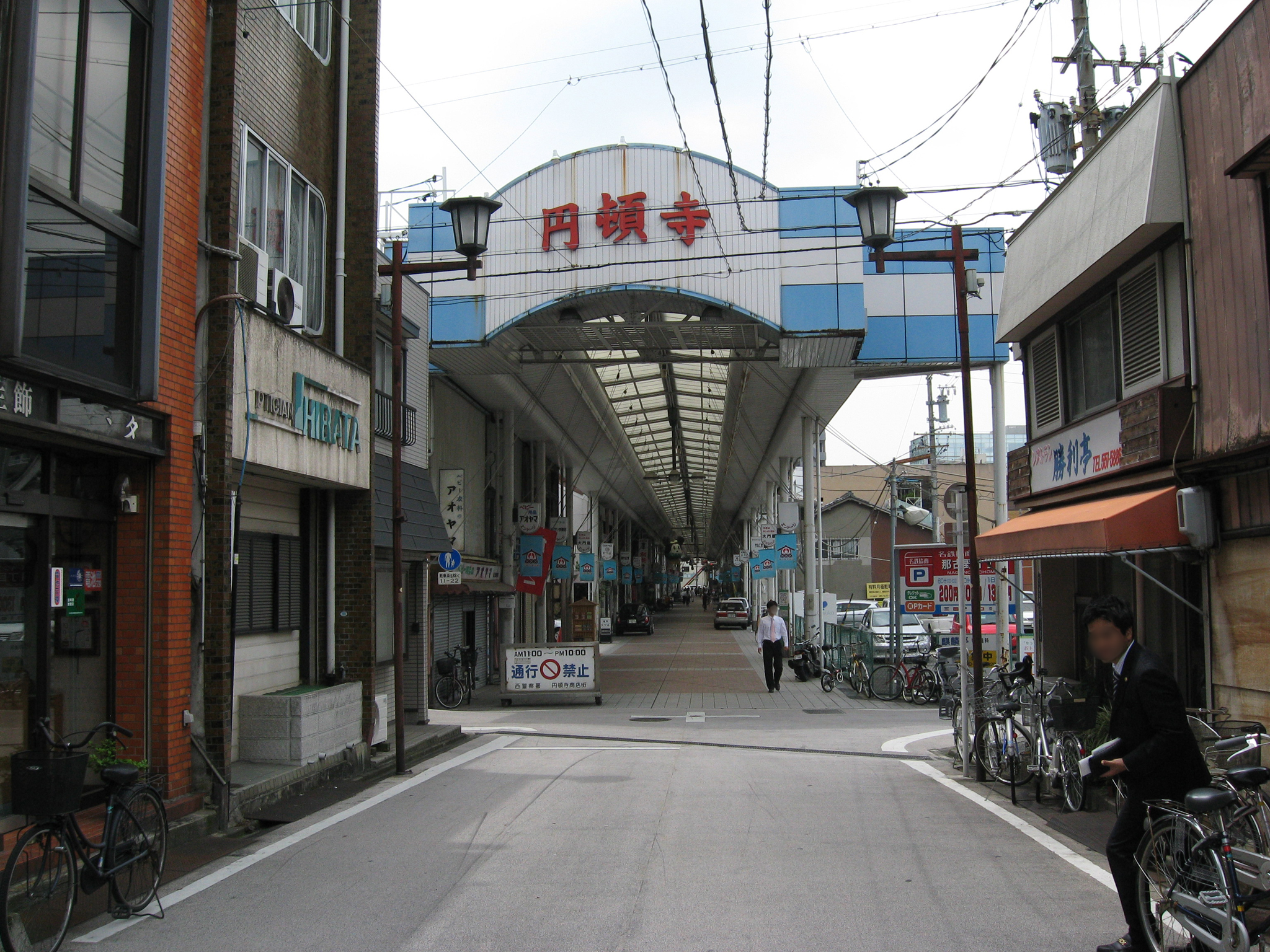
アーケードの付いた円頓寺通の入口で画像左へ行けば四間道

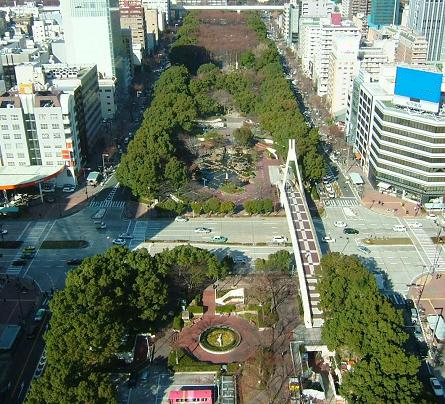
久屋大通北側を望む

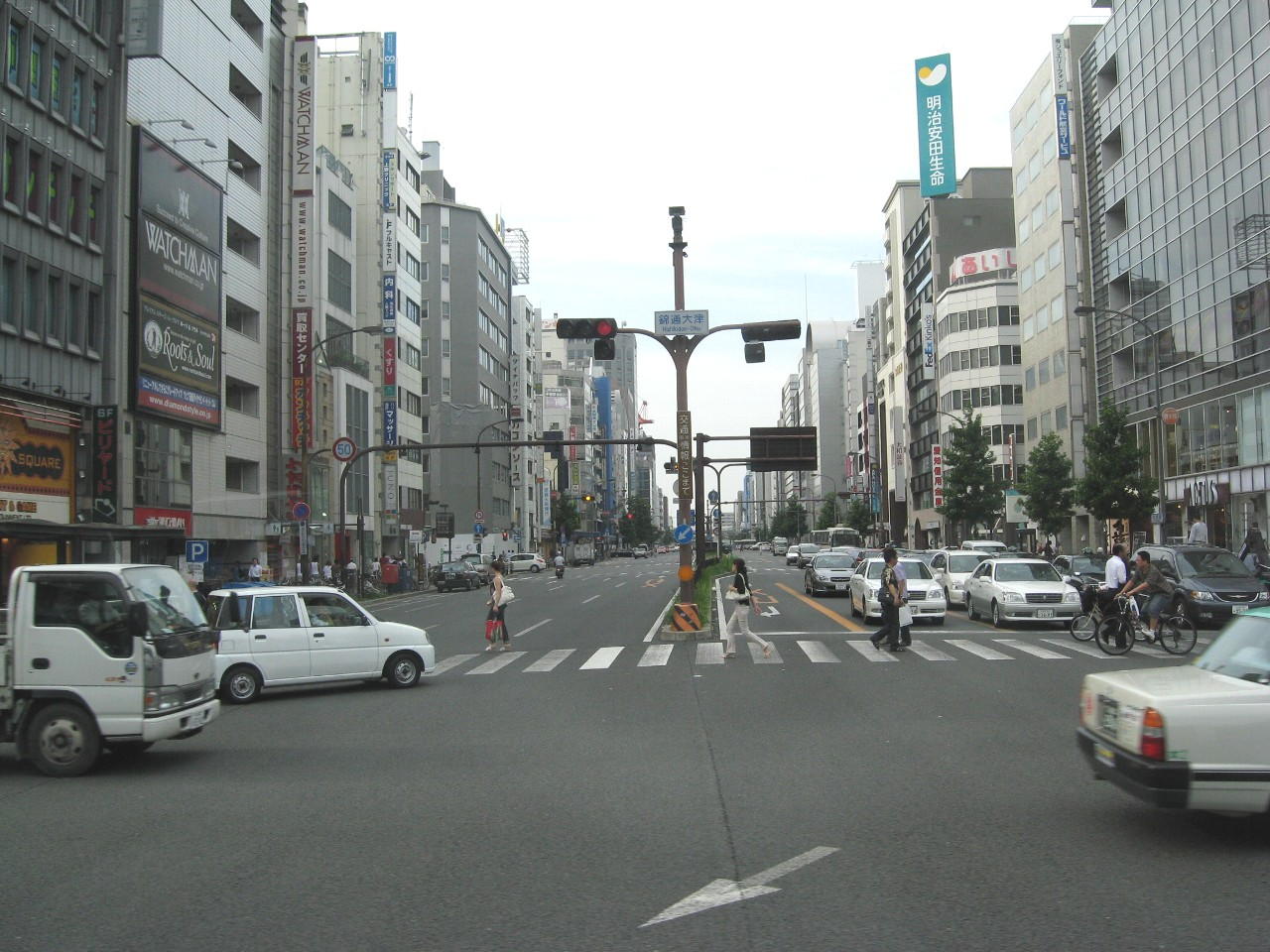
名古屋の市街地を南北に貫く大津通で画像左右に錦通が交差する

- 京町通
- 上中通
- 魚ノ棚通
- 杉ノ町通
- 伝馬町通
- 袋町通
- 本重町通
- 入江町通
- 三蔵通
- 白川通
- 矢場町通
- 瓦通
- 東陽通
- 花園通
- 大須観音西通
- 赤門明王通
- 赤門通
- 大須観音通
- 万松寺通
- 仁王門通
- 東仁王門通
- 松元通
- 松ヶ枝通
- 宇津木橋通

### 金城埠頭中心部の通り
- 南京大路
- メキシコ大通
- ロサンゼルス大通

## 名古屋市内幹線道路の通り
名古屋市内の主要な幹線道路には通り名が付けられていることが多い。

### 南北方向の通り
- 金城ふ頭線
- 名駅通
- 江川線
- 伏見通
- 大津通
- 久屋大通
- 空港線

### 東西方向の通り
- 瀬戸街道
- 出来町通
- 外堀通
- 桜通
- 錦通
- 太閤通
- 広小路通
- 東山通
- 若宮大通
- 大須通
- 飯田街道
- 山王通
- 八熊通
- 東海通
- 名四国道

### 環状道路の通り
- 環状2号
- 山手グリーンロード
- 環状線

## 西尾張地区の通り

### 一宮市内の通り
尾張一宮駅から放射状に延びるように道路が形成されている一宮市では、駅周辺地域をはじめとして通り名が西尾張ではいちばん多い。

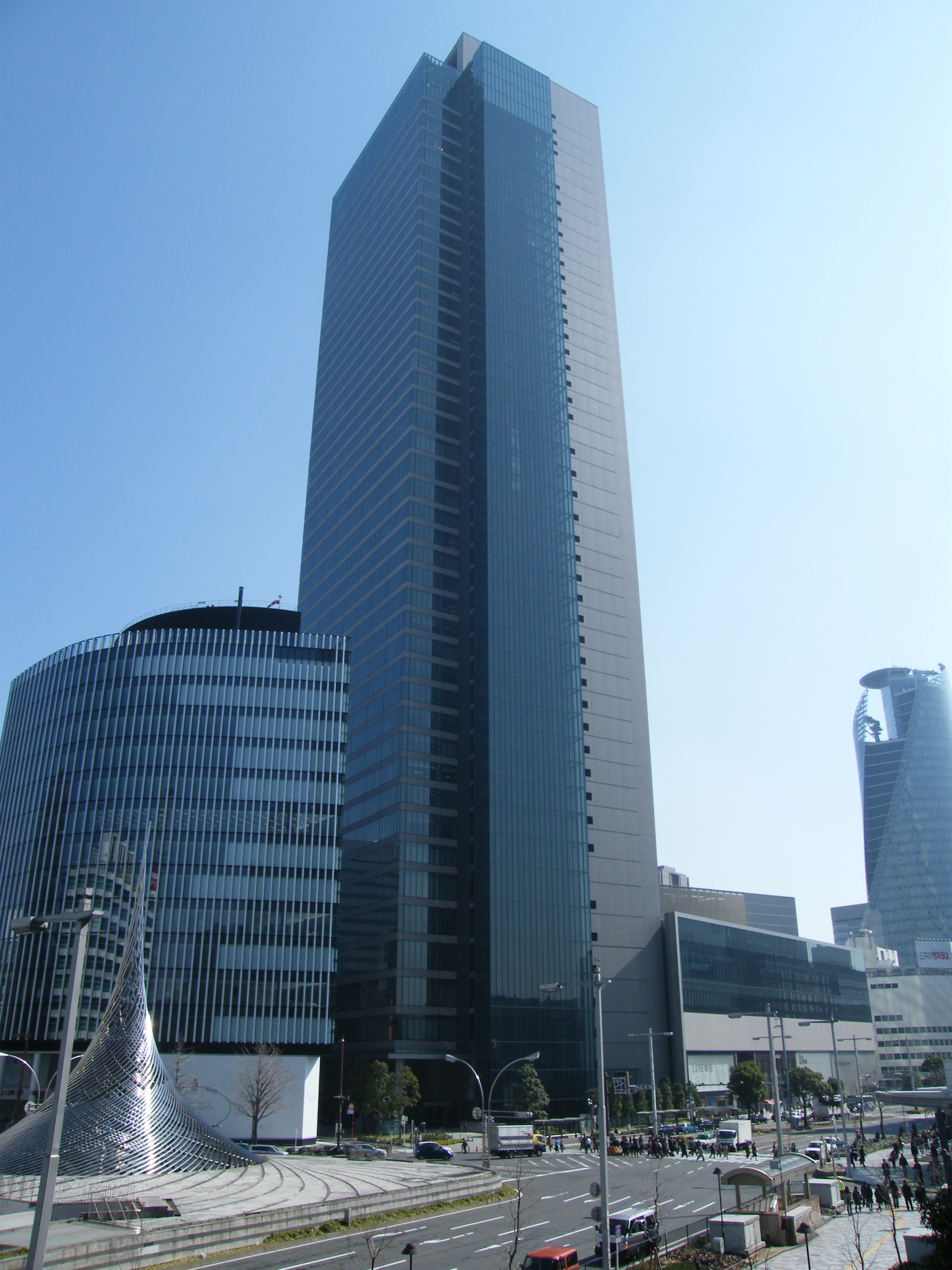
名駅通（画像の建造物はミッドランドスクエア）

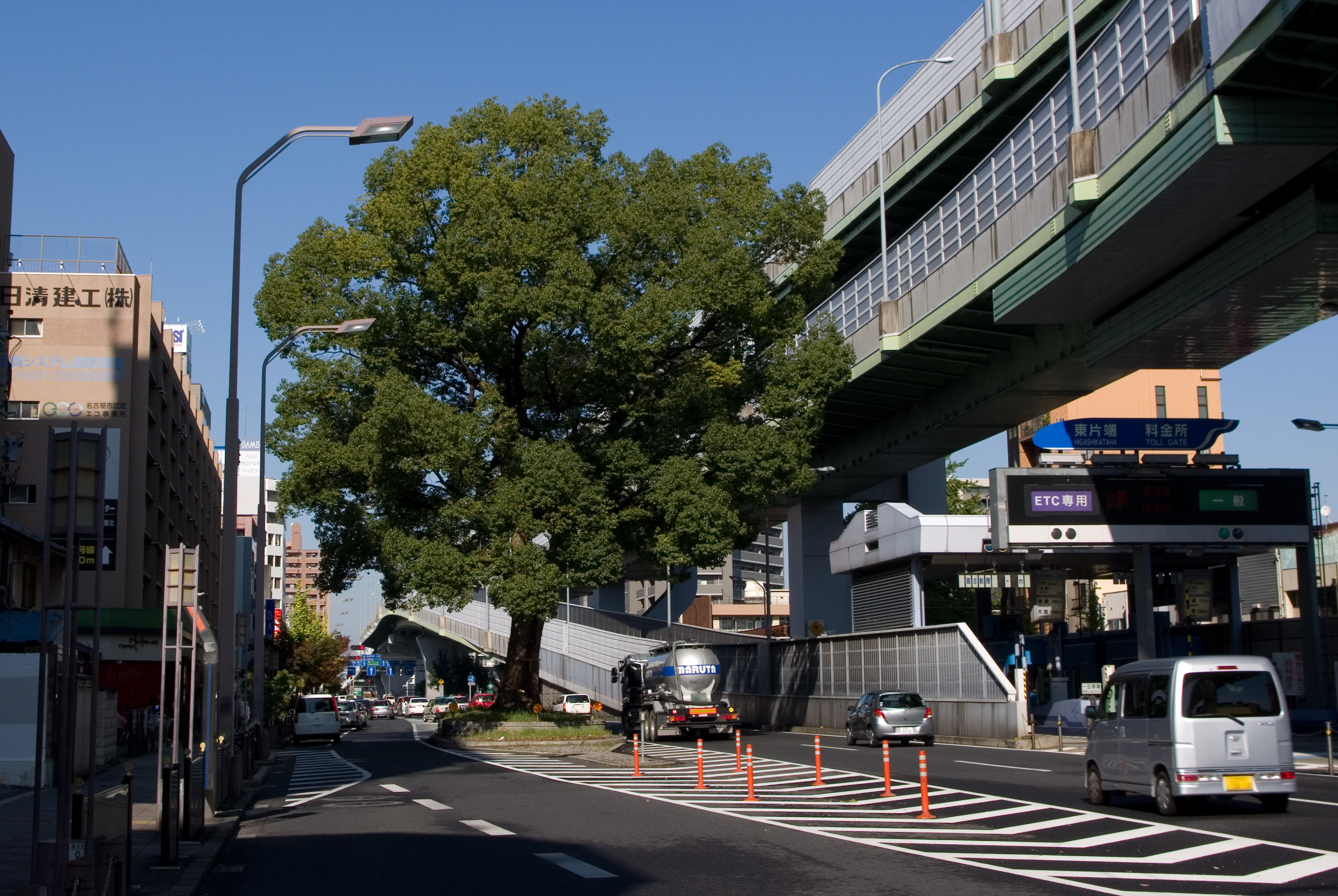
空港線の東片端

- 八幡通り
- タワー通り
- 宮西通り
- 大正通り
- 中島通り
- 松降通り
- 上本町通り
- 花祇通り
- 本町通り
- 伝馬通り
- 城崎通り
- 新柳通り
- 公園通り
- 牛野通り
- 北園通り
- 梅ヶ枝通り
- 銀座通り
- 御朱印地通り
- 花園通り
- 花岡通り
- 音羽通り
- 千歳通り

### 稲沢市内の通り

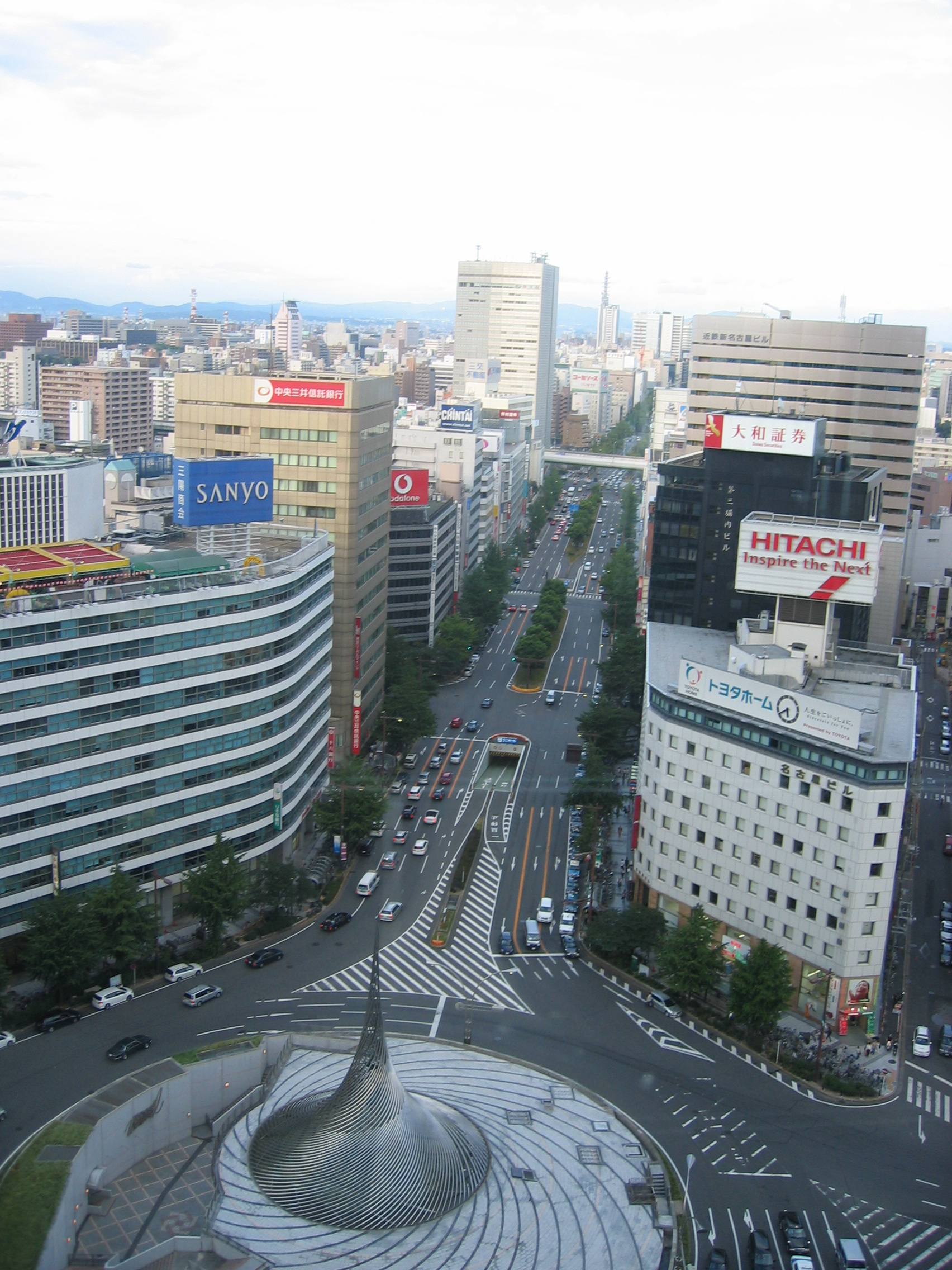
名古屋駅から桜通を眺める

- イチョウ通り
- ケヤキ通り
- ハナミズキ通り
- トチノキ通り
- エンジュ通り
- 南大通り

### 江南市内の通り

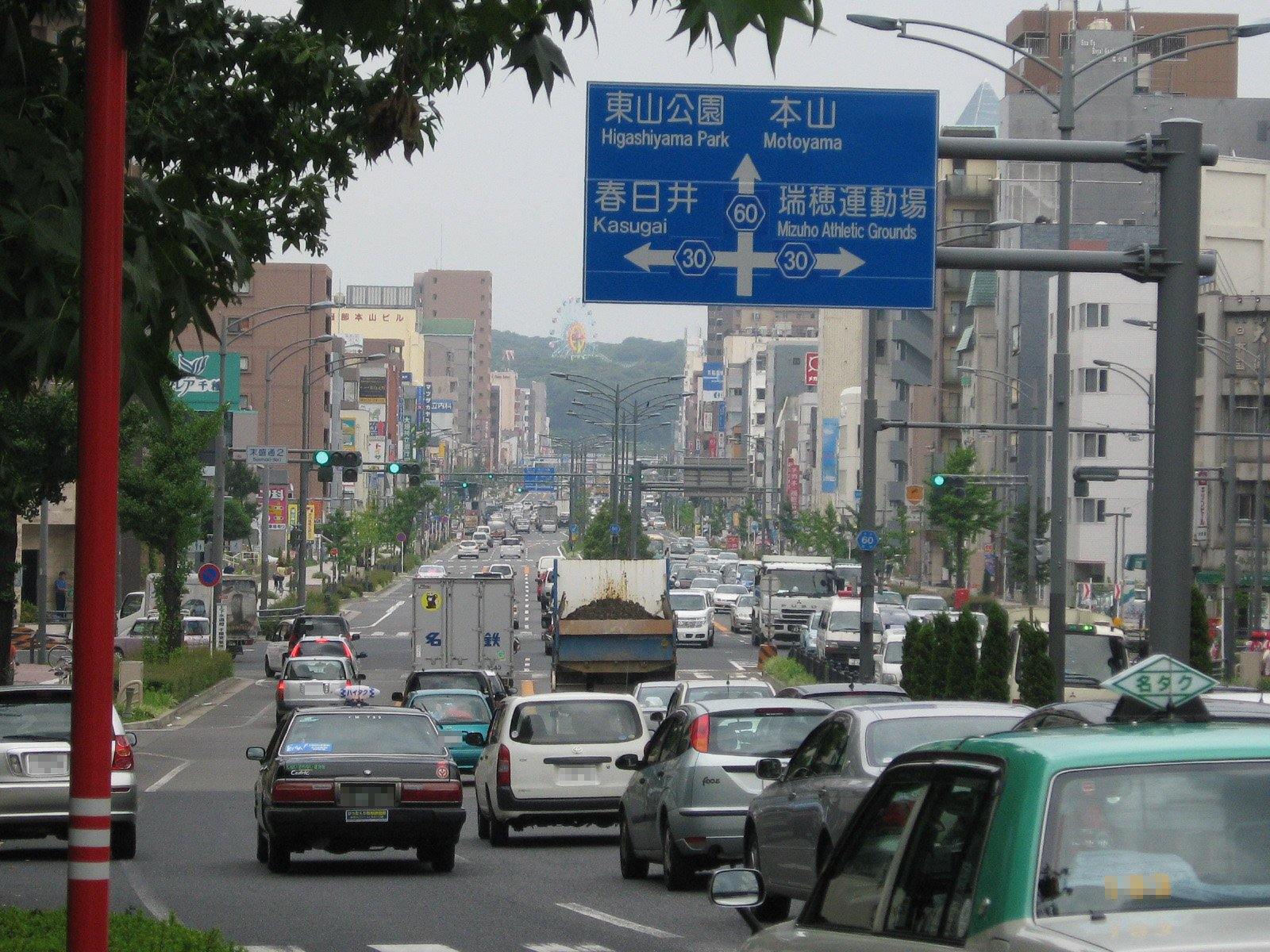
名古屋のメインストリート広小路通

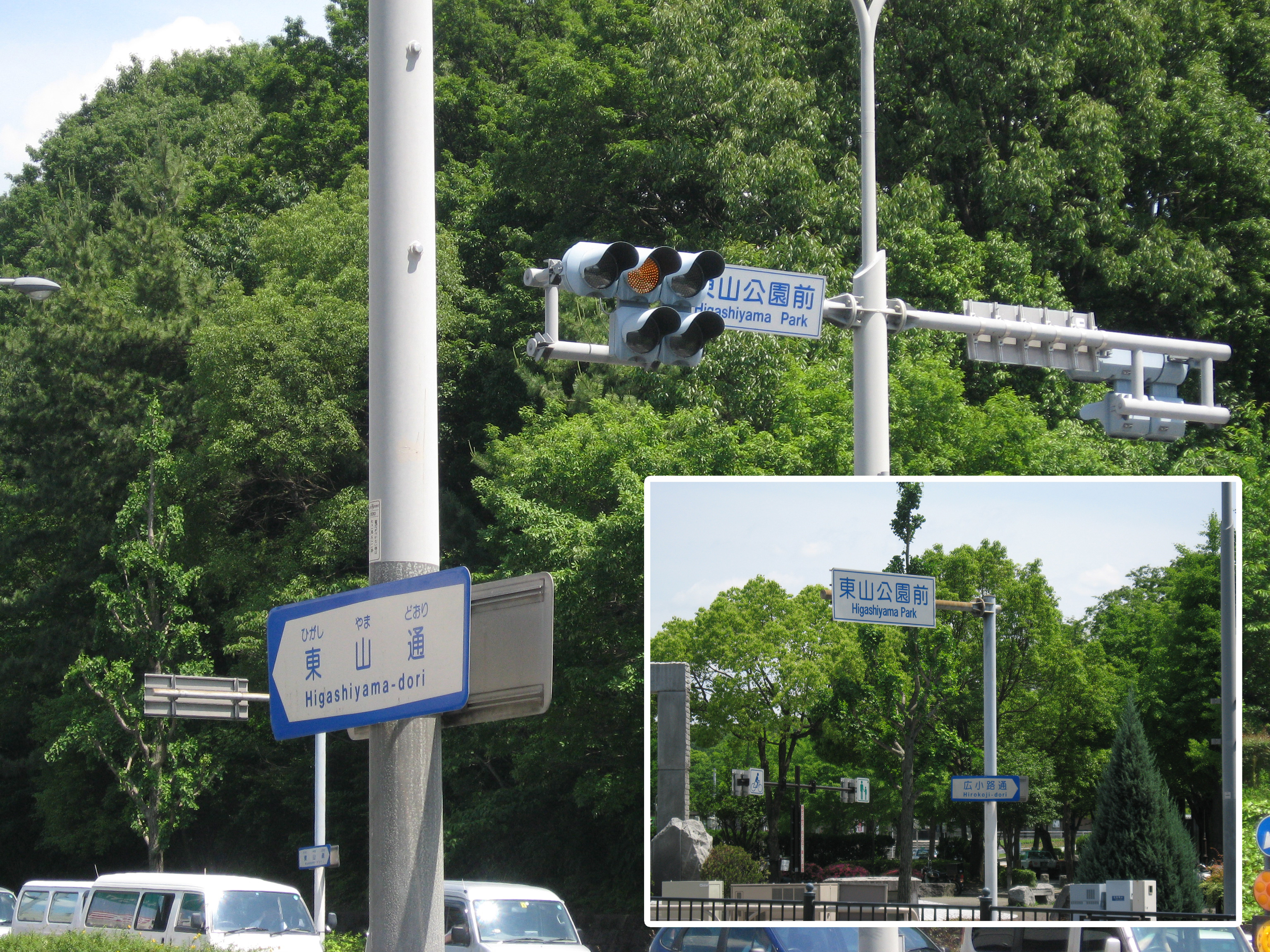
東山通の起点の標識

- 江南駅西通り
- 市役所東西線
- お囲い堤ロード
- 藤まんだら通り
- 巡見街道
- 愛栄通り
- カルチャーストリート
- すいとぴあ名草線
- 江南中央道
- 布袋プラタナス通り
- 柳街道
- 愛岐跨線橋通り

### 扶桑町内の通り
- 文化の小径

## 東尾張地区の通り

### 春日井市内の通り
春日井市では都市計画道路を中心として「線」が付く道路が多い。

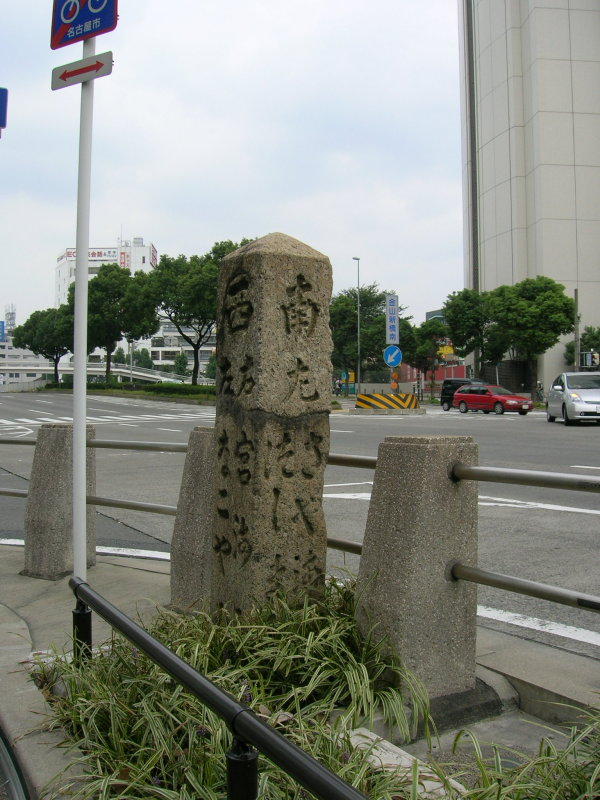
路傍に残る佐屋街道の道標

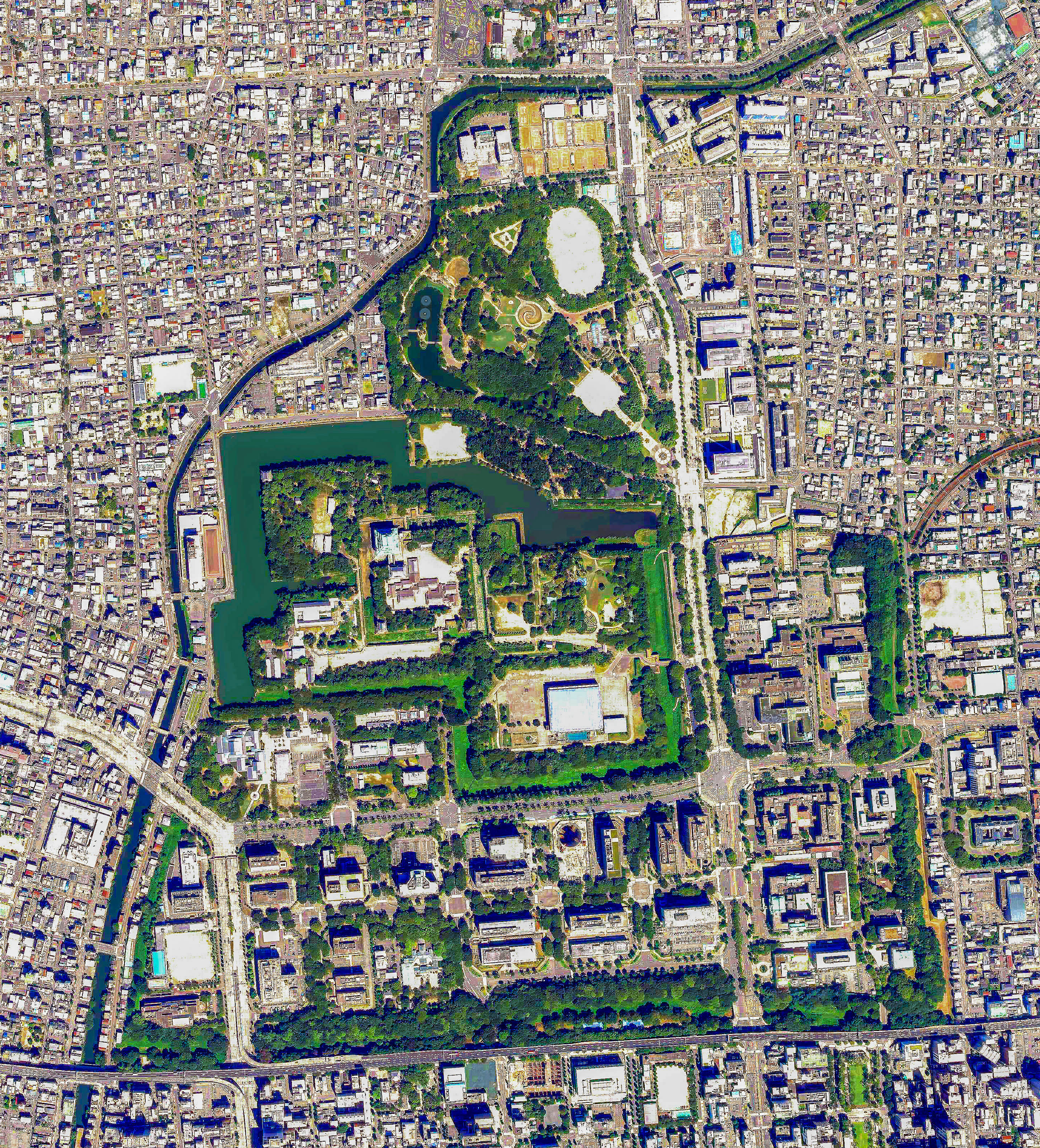
名古屋城周辺の航空写真。写真内にある伏見通・大津通・出来町通・外堀通などは正式名称よりも通称名で呼ばれることが圧倒的に多い。（2020年撮影）

- 白山線
- 気噴線
- 廻間線
- 駅広線
- 桃花台春日井線
- 高山線
- 朝宮線
- 朝宮公園線
- ケローナ通り
- 上八田線
- 下八田線
- 東野線
- 弥生線
- 味美線
- 二子山線
- 惣中線
- 下条線
- 道風線
- 如意申線

### 尾張旭市内の通り

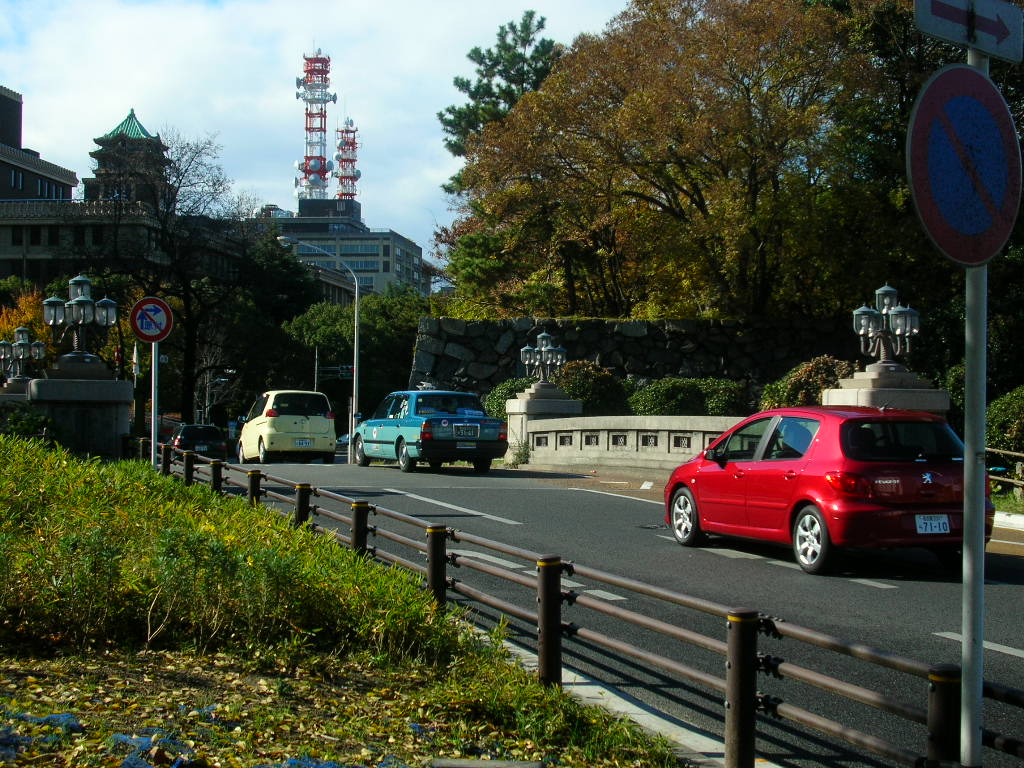
名古屋城外堀の清水橋付近の出来町通。画像奥は愛知県庁や県警本部など

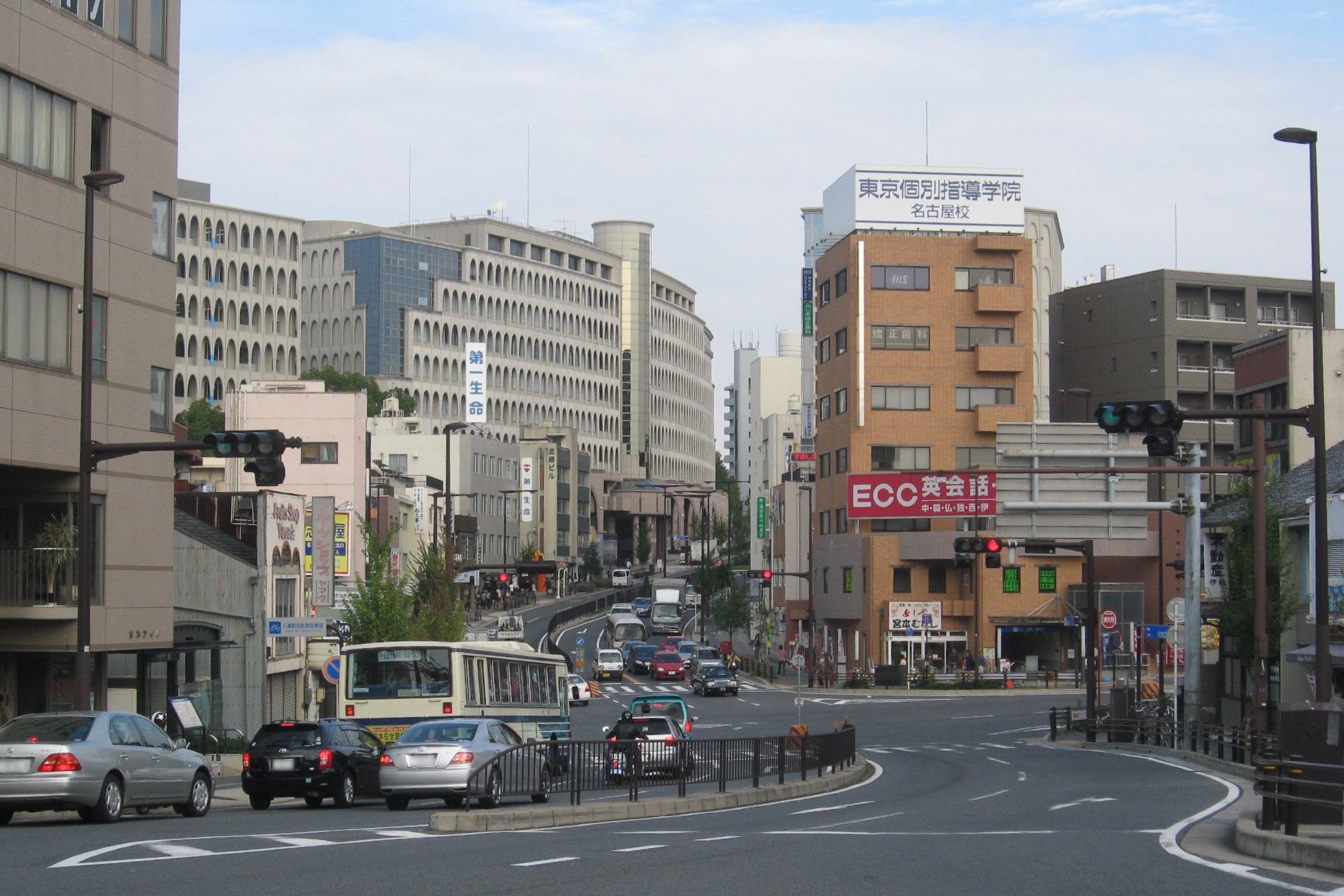
丘陵地帯を通る山手グリーンロード

- 瀬港線
- 森林公園通り
- 旭台通り
- 城山街道
- 桜ケ丘通り
- 中央通り
- 旭街道
- 山手通り
- 長坂通り
- 白山道
- 瀬戸街道

### 長久手市内の通り
長久手市内の都市計画道路を中心とした道路に愛称を付けるため市民から募集し、選考委員会により道路愛称が決定した。自動車交通量の多い比較的大きな道路に付けられている。

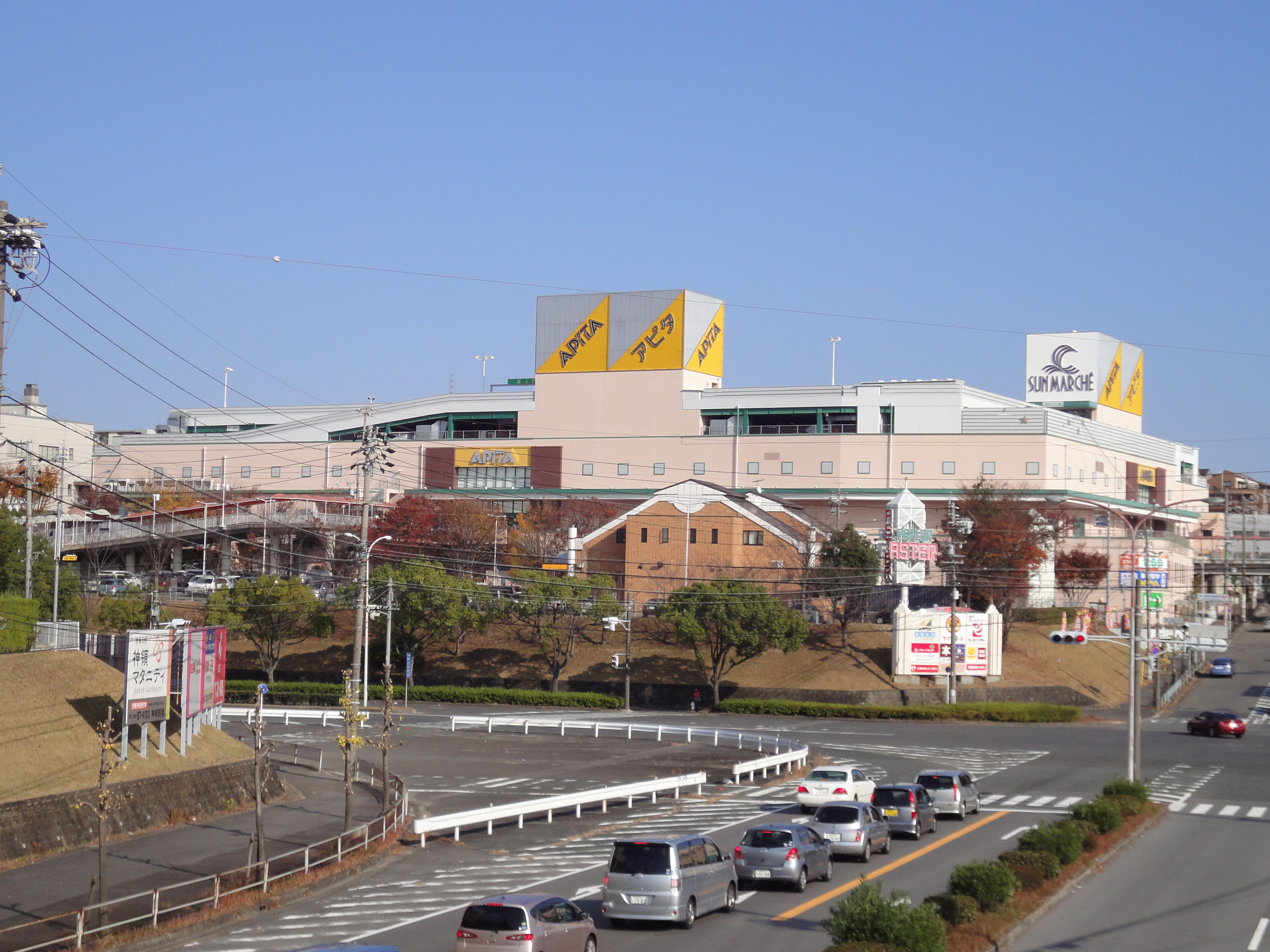
画像左右の道路が白山線で道路沿いにはアピタ高蔵寺店などがある

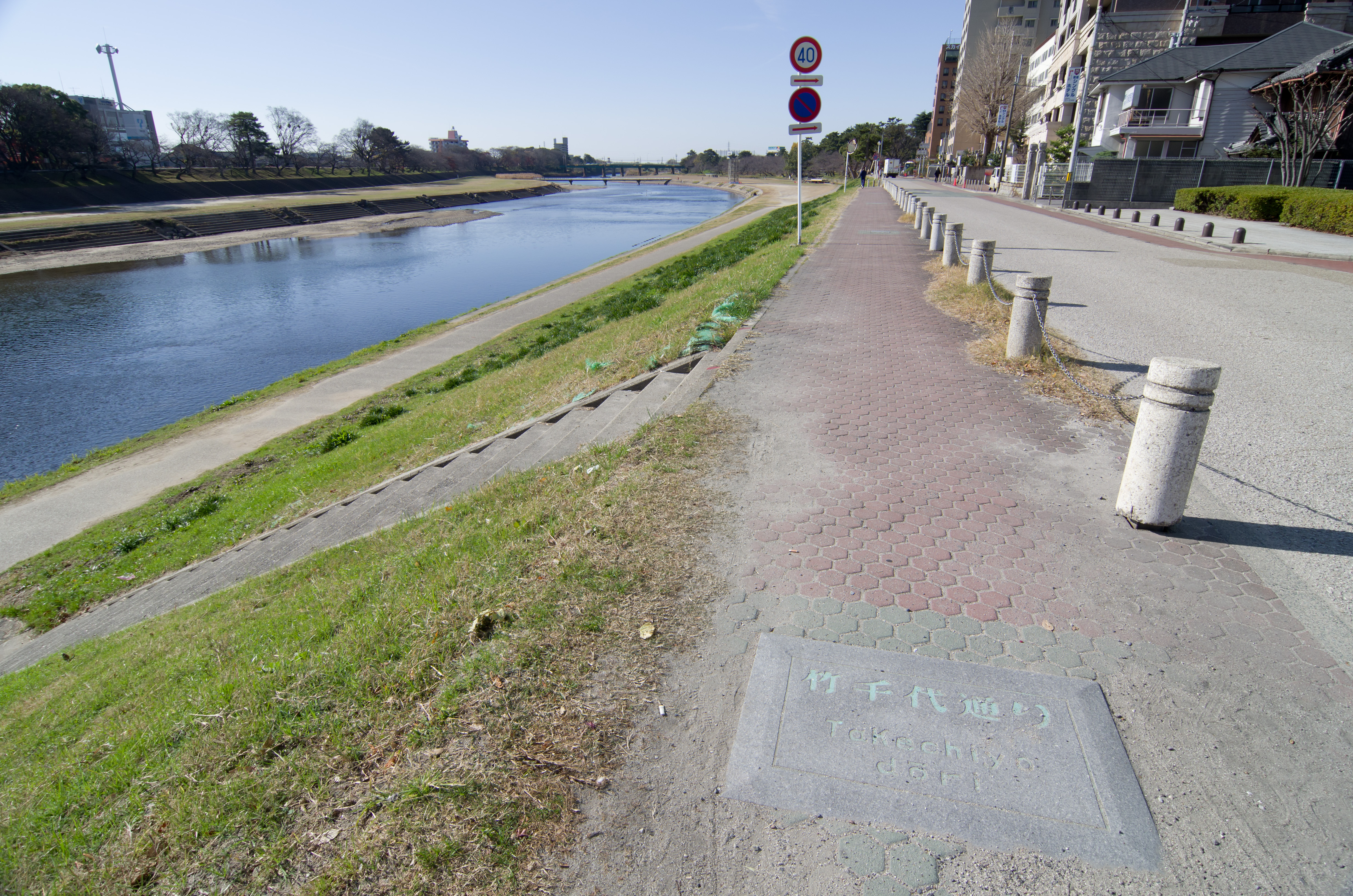
春は満開の桜まつりで夏は花火大会で賑わう竹千代通り

- 長久手西通り
- 香流通り
- はなみずき通り
- 図書館通り
- 杁ヶ池通り
- 学院通り
- 古戦場通り
- 芸大通り
- けやき通り
- はなのき通り
- 卯塚緑地通り
- グリーンロード

## 西三河地区の通り

### 岡崎市内の通り
歴史的に西三河の筆頭格たる岡崎市は、城下町周辺をはじめ名のある道が多い。単に通り名という概念よりも長い距離にわたる地域間を結ぶ道が幾つかある。古くから存在する道が多い。

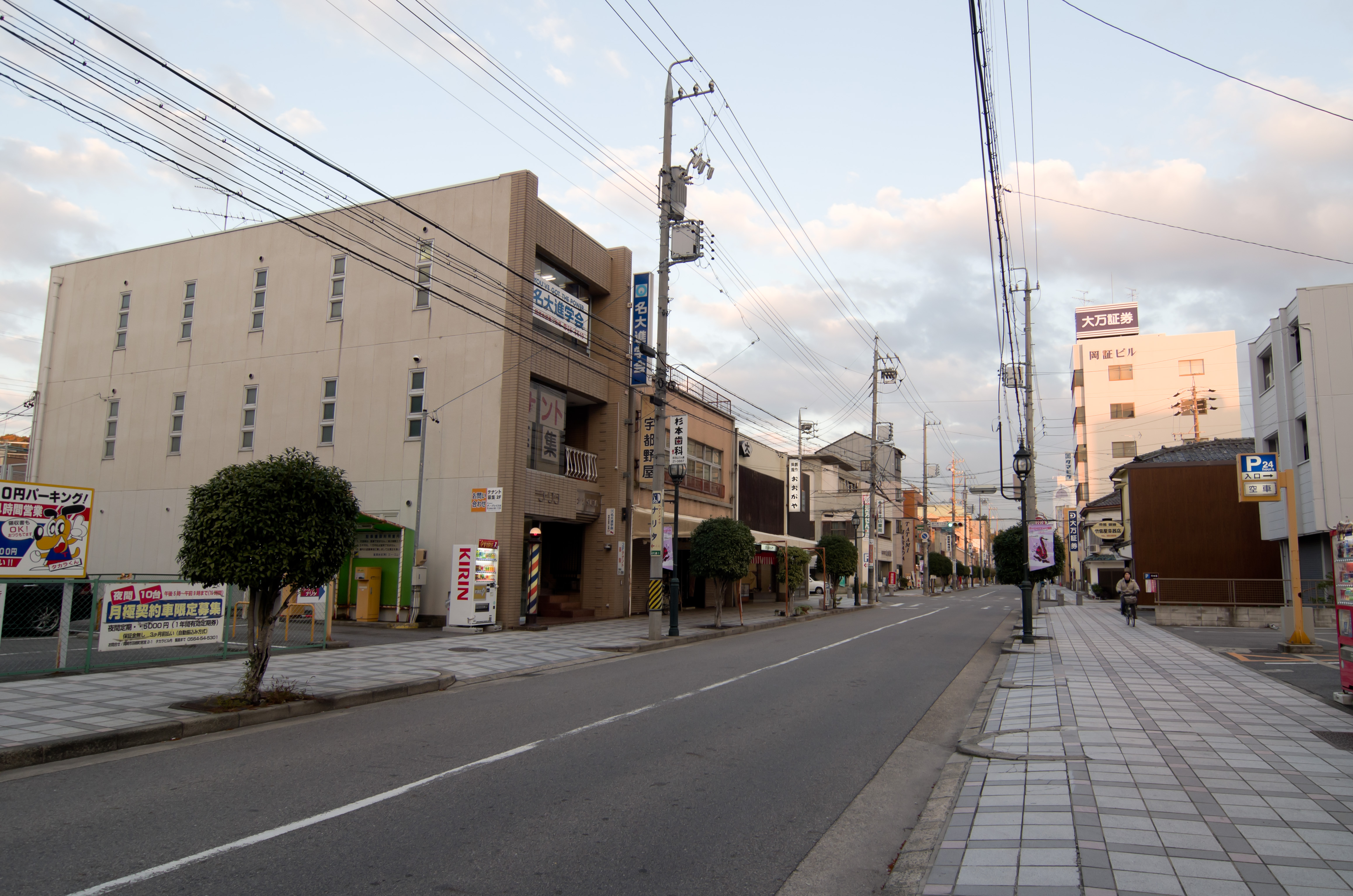
連尺商人で賑わった岡崎城下の連尺通り

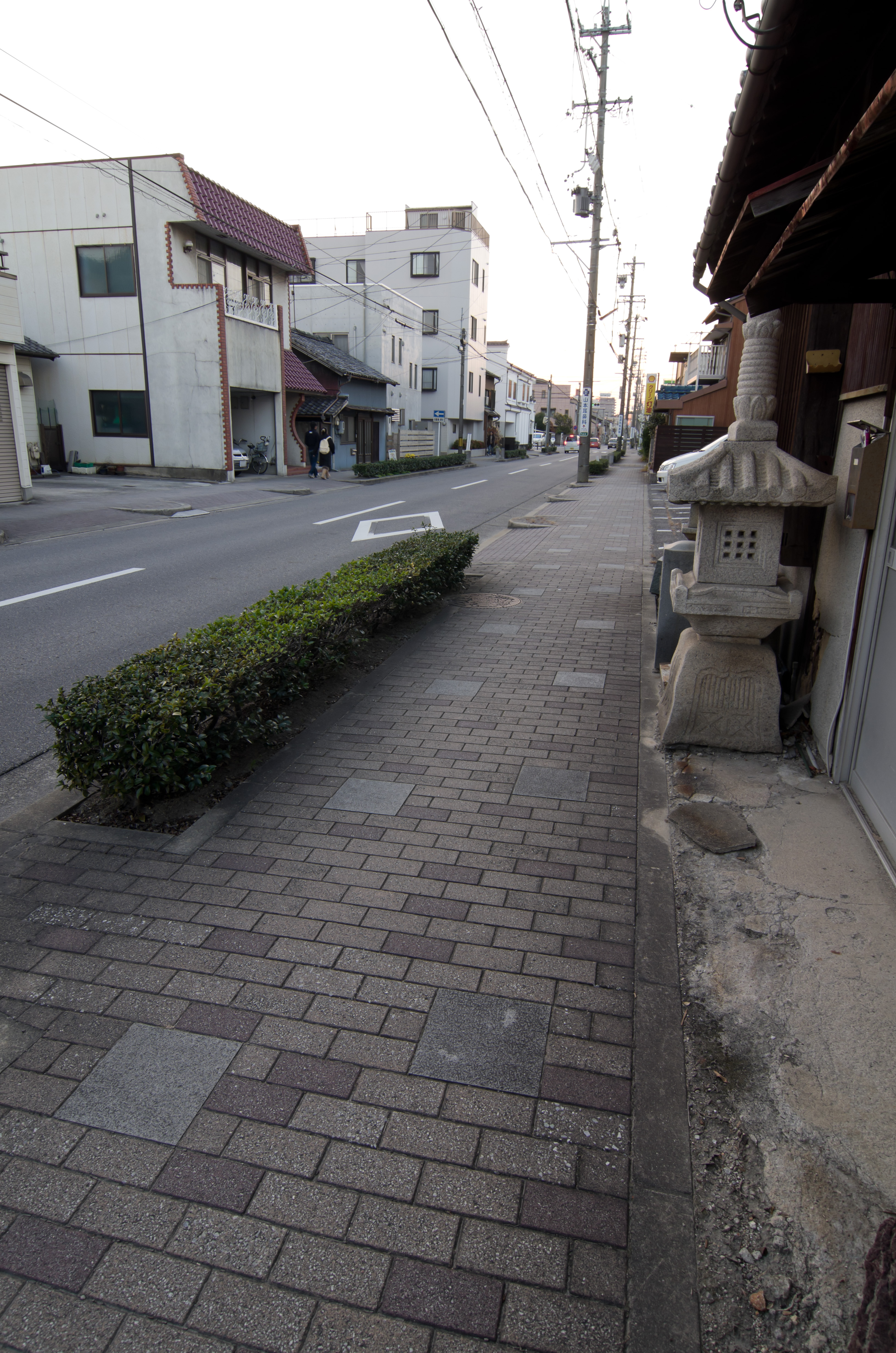
石のまち岡崎の歴史が根付く石屋町通り

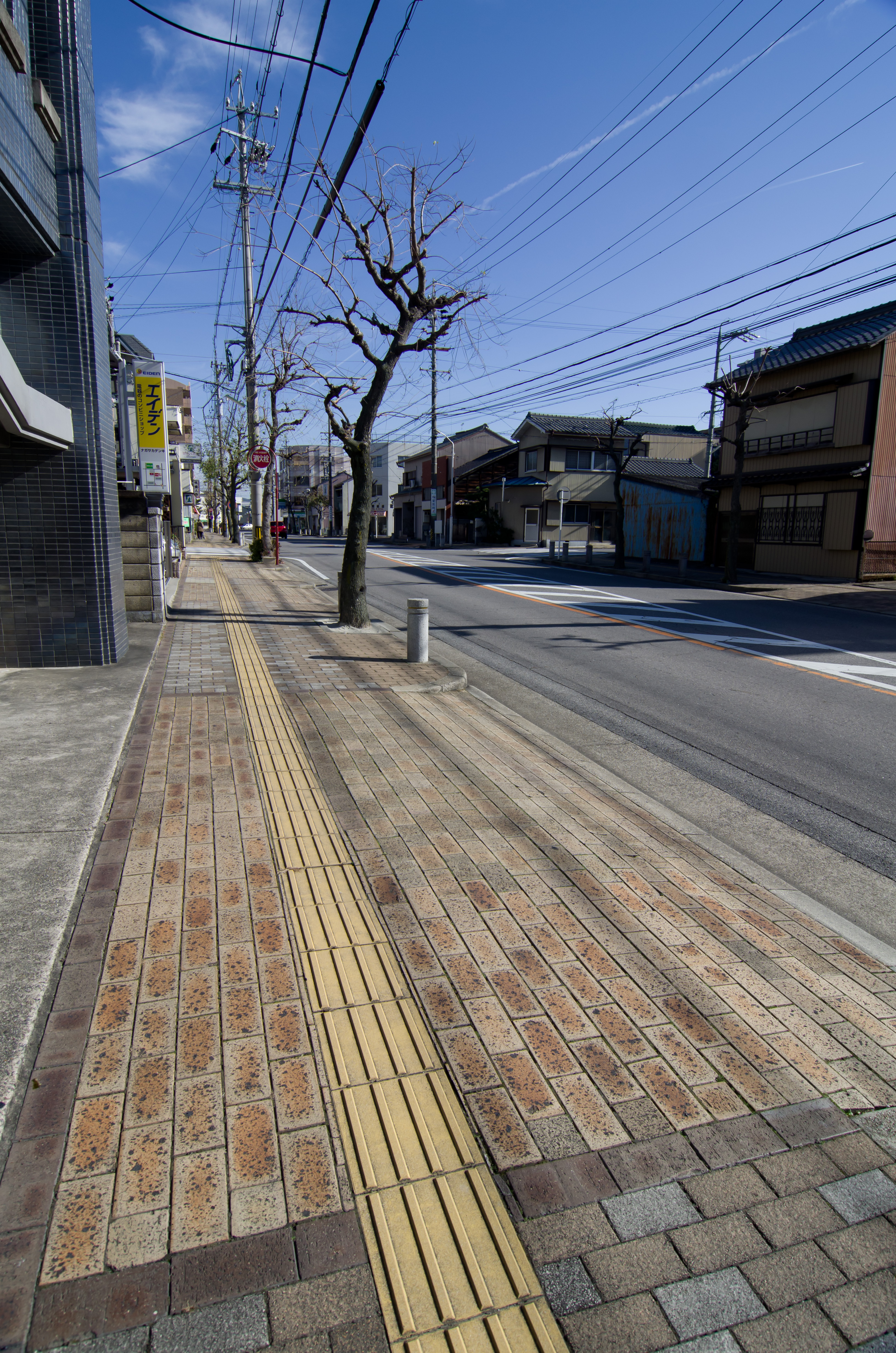
かつての職人町木まち通り

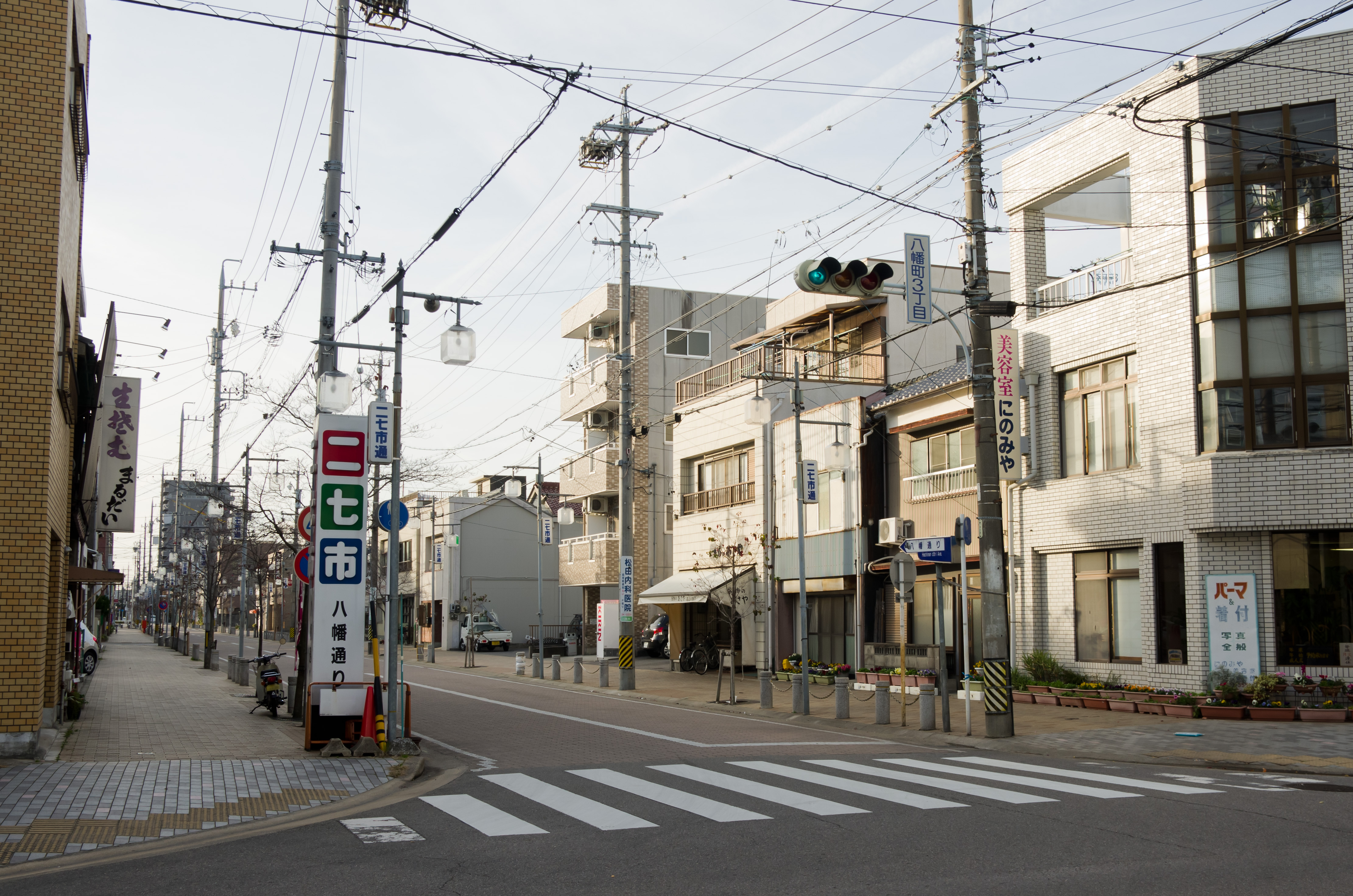
定期市が開かれる八幡通り

- 青木橋通り
- 青野街道
- 足助街道
- 安城街道
- 伊賀川桜堤
- 石屋町通り
- 井田坂通り
- 板屋本通り
- 岩谷観音通り
- 大沼街道
- 大門通り
- 大給の里道
- 男川せせらぎ道
- 小呂通り
- 会議所通り
- 樫山街道
- 春日通り
- 木まち通り
- 吉良道
- きらり通り
- グランドロード
- 桜井道
- 師範通り
- 市民会館通り
- 城門通り
- 城見通り
- 真福寺道
- 総門通り
- 太陽緑道
- 竹千代通り
- 竜美丘会館通り
- 竜美丘ポプラ通り
- 中央緑道
- 作手街道
- 電車通り
- 伝馬通り
- 東海道
- 土呂本通り
- 土呂西尾道
- 長瀬北通り
- 長瀬南通り
- 西康生通り
- 西郡道
- 能見通り
- 鉢地峠道
- 八幡通り
- 八帖往還通り
- 八丁蔵通り
- 馬頭道
- 東岡崎駅前通り
- 東康生通り
- 平針街道
- 別院前通り
- 保母道
- 本町通り
- 松葉通り
- 緑丘通り
- 六名本通り
- 六名東緑道
- 村積山自然緑道
- 明治川緑道
- モダン道路
- 門前通り
- 八千代通り
- 龍城通り
- 竜東メーンロード
- 竜南メーンロード
- 竜北メーンロード
- 連尺通り

### 豊田市内の通り

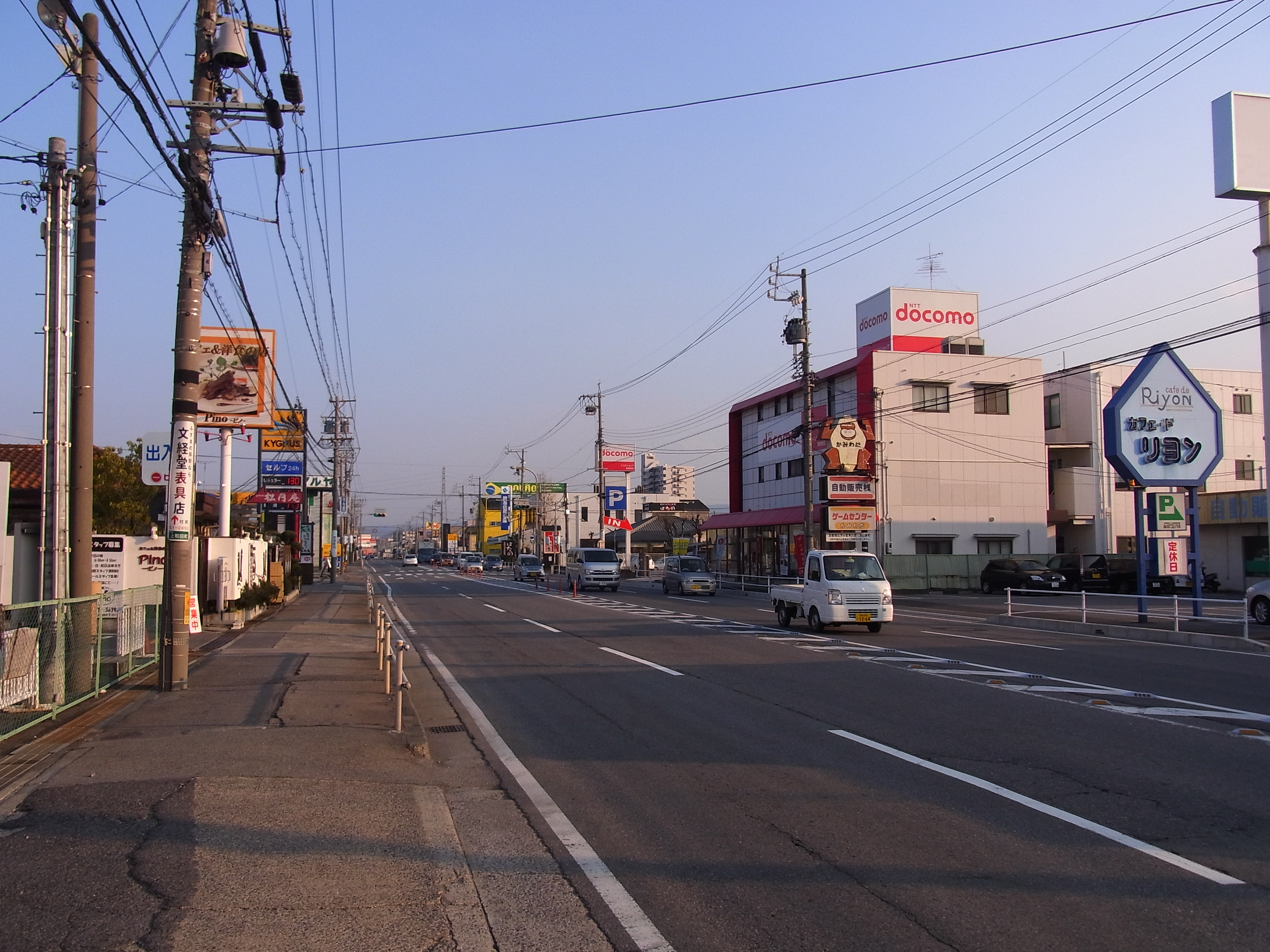
東西の幹線道路である竜南メーンロード

自動車産業で発展した豊田市は、大型のトラックやトレーラーが通行できるような広く大きい幹線道路が非常によく整備されている。しかし、道路通称は近隣の市町村と比較して数が少ない。
- 元町通り
- いちょう通り
- けやき通り
- 内環状線
- 外環状線
- 豊田東西線
- 豊田南北線
- 上郷街道
- 高岡街道

### みよし市内の通り
山林地帯を切り開いて急速に住宅地化が進んだみよし市北部では、三好ヶ丘駅のある三好丘を中心として丘陵地帯に道路が良好に整備されている。

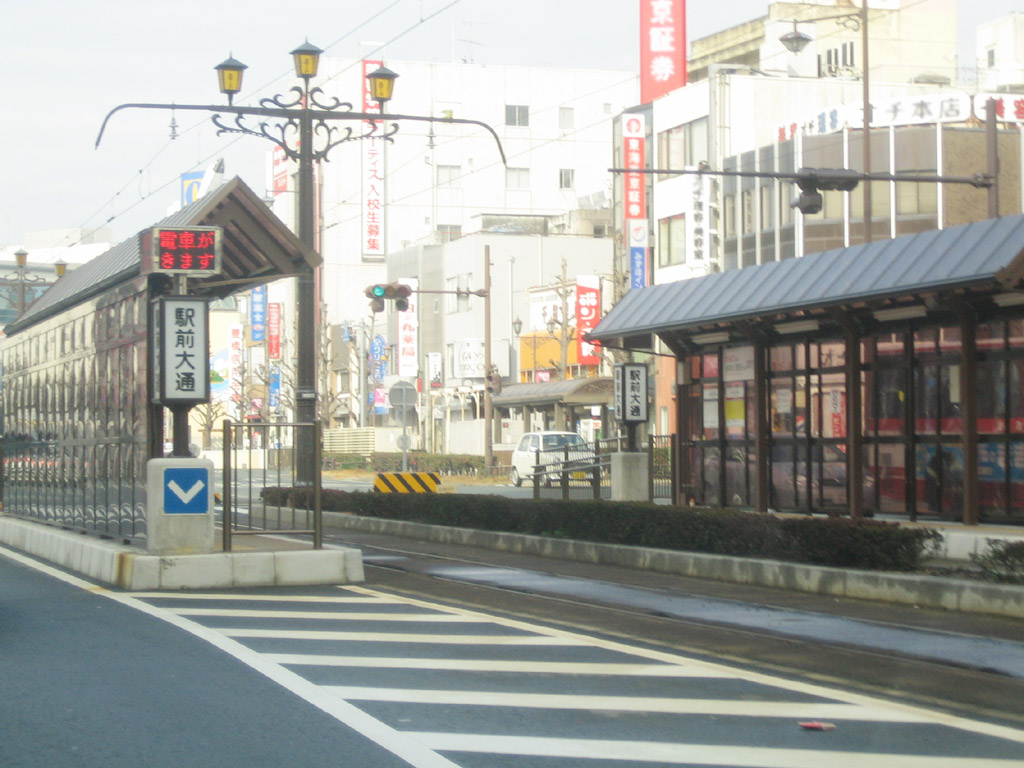
豊橋鉄道東田本線の路面電車が通る駅前大通り

- 福谷通り
- 三好丘通り
- 三好丘北通り
- 三好丘東通り
- ひばり丘通り

## 東三河地区の通り

### 豊橋市内の通り
東三河の中心的都市である豊橋市は、古くから街道名称が付けられた道が多い。そういった街道名称はそのまま現在でも市が認定している。また公募により決定した愛称もいくつかある。

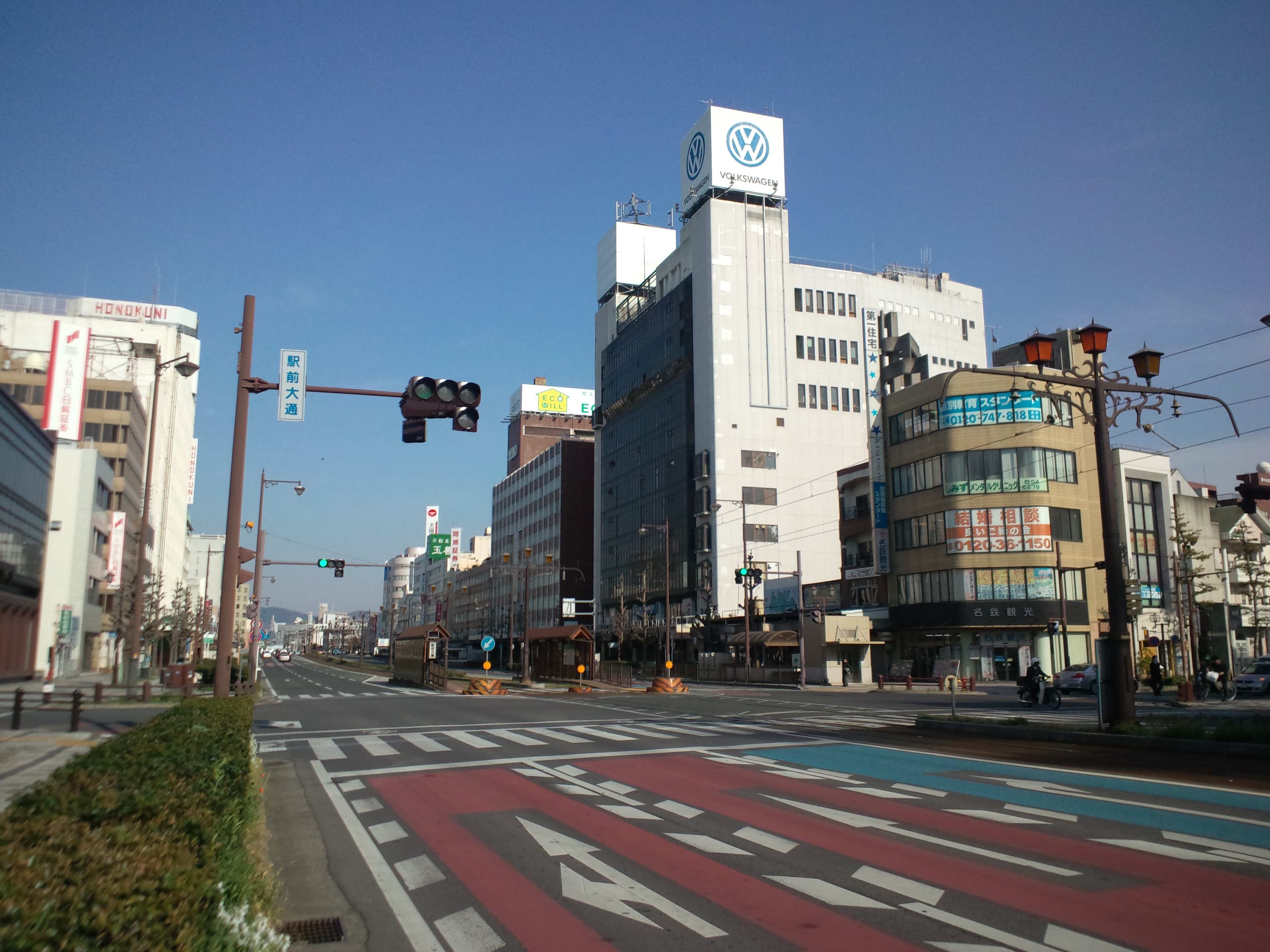
中央に路面電車が走る駅前大通り

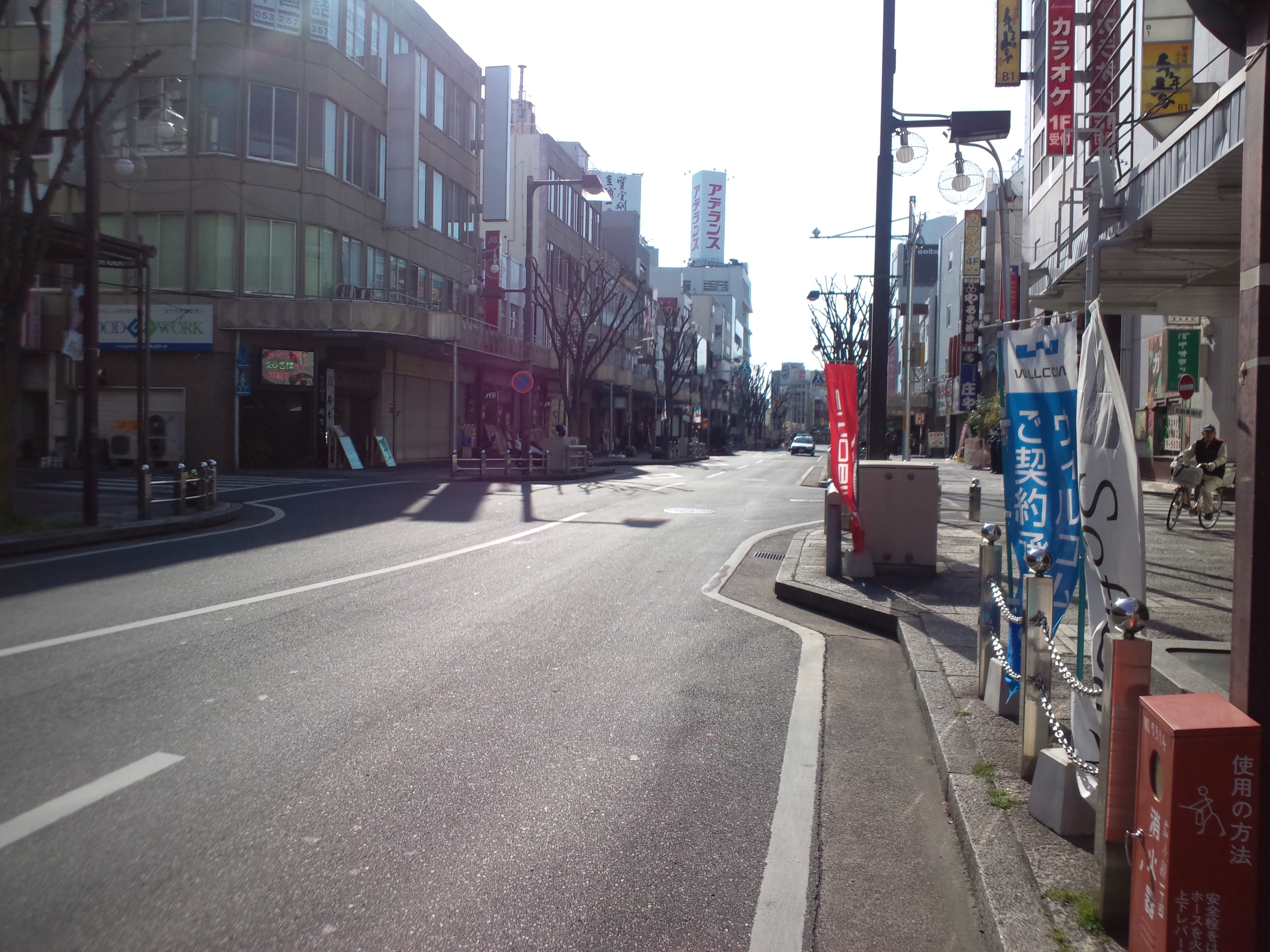
豊橋市の繁華街、広小路通り

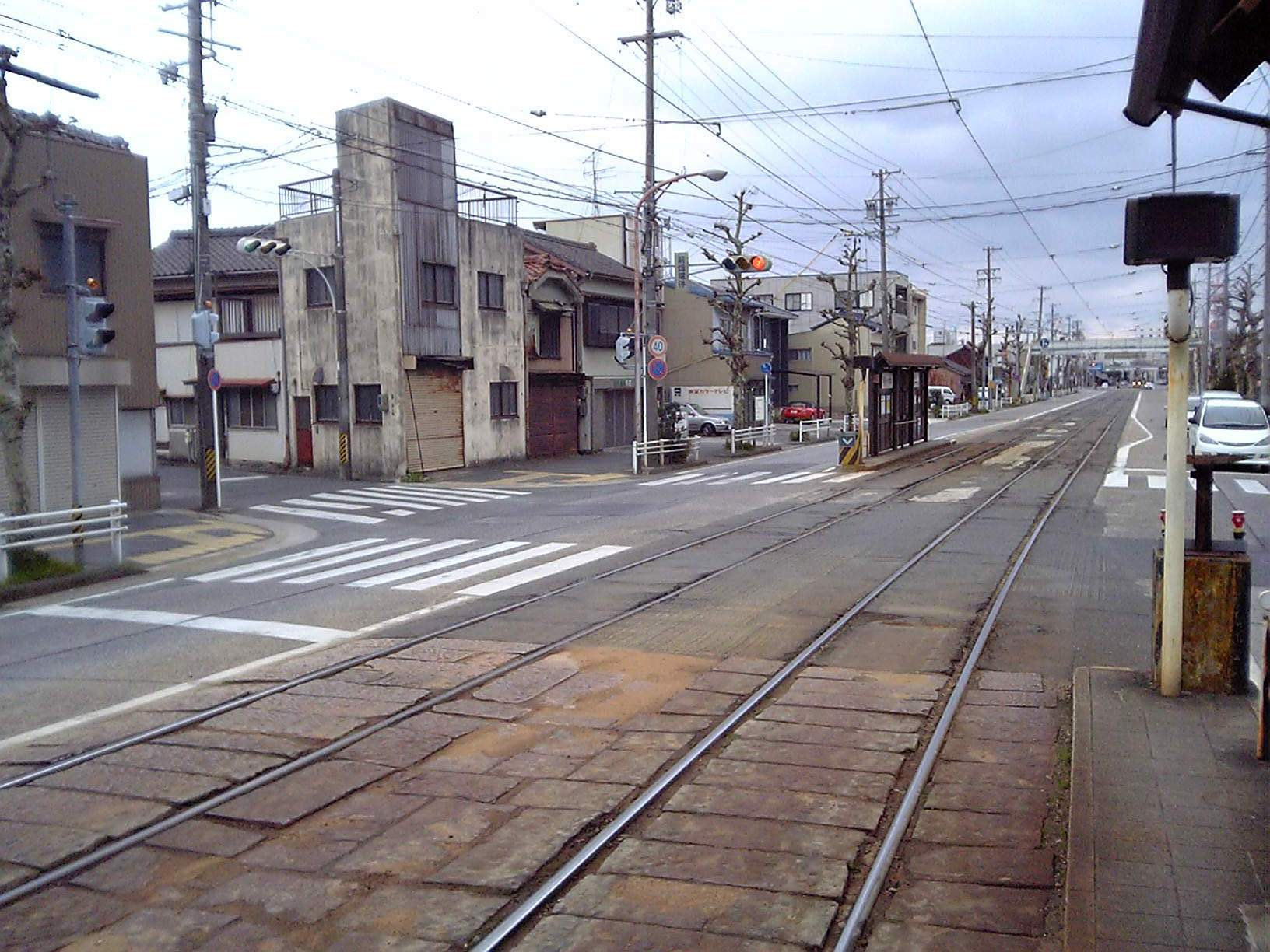
多米街道の前畑停留場付近

- かもめ通り
- 蒲郡街道
- 姫街道
- みなと大通り
- 南陽通り
- 大崎街道
- ベイブリッジウェイ
- 田原街道
- 豊橋環状線
- 下条街道
- しょうぶ街道
- 柿の木街道
- 豊川街道
- 大橋通り
- 駅前大通り
- ときわ通り
- 萱町通り
- 札木通り
- 花園通り
- 広小路通り
- 大手通り
- くすの木通り
- 東海道
- 八百間通り
- 大池通り
- 運動公園通り
- 多米街道
- 立岩街道
- 小松原街道
- 野依街道
- 富士見街道
- 表浜街道

### 豊川市内の通り
豊川稲荷などがある豊川市は、開運通や寿通など縁起の良い通り名が多い。

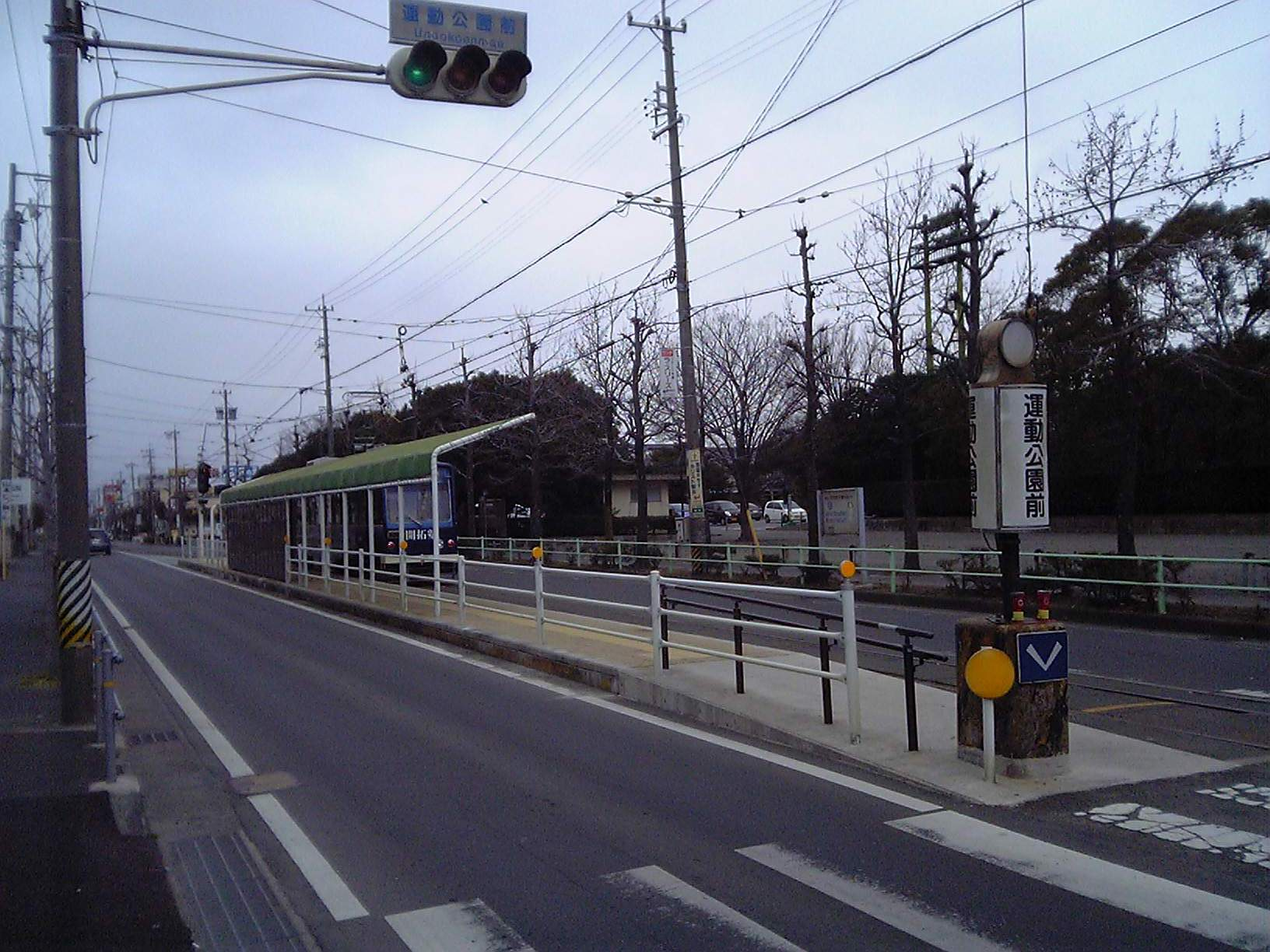
運動公園通りの運動公園前停留場

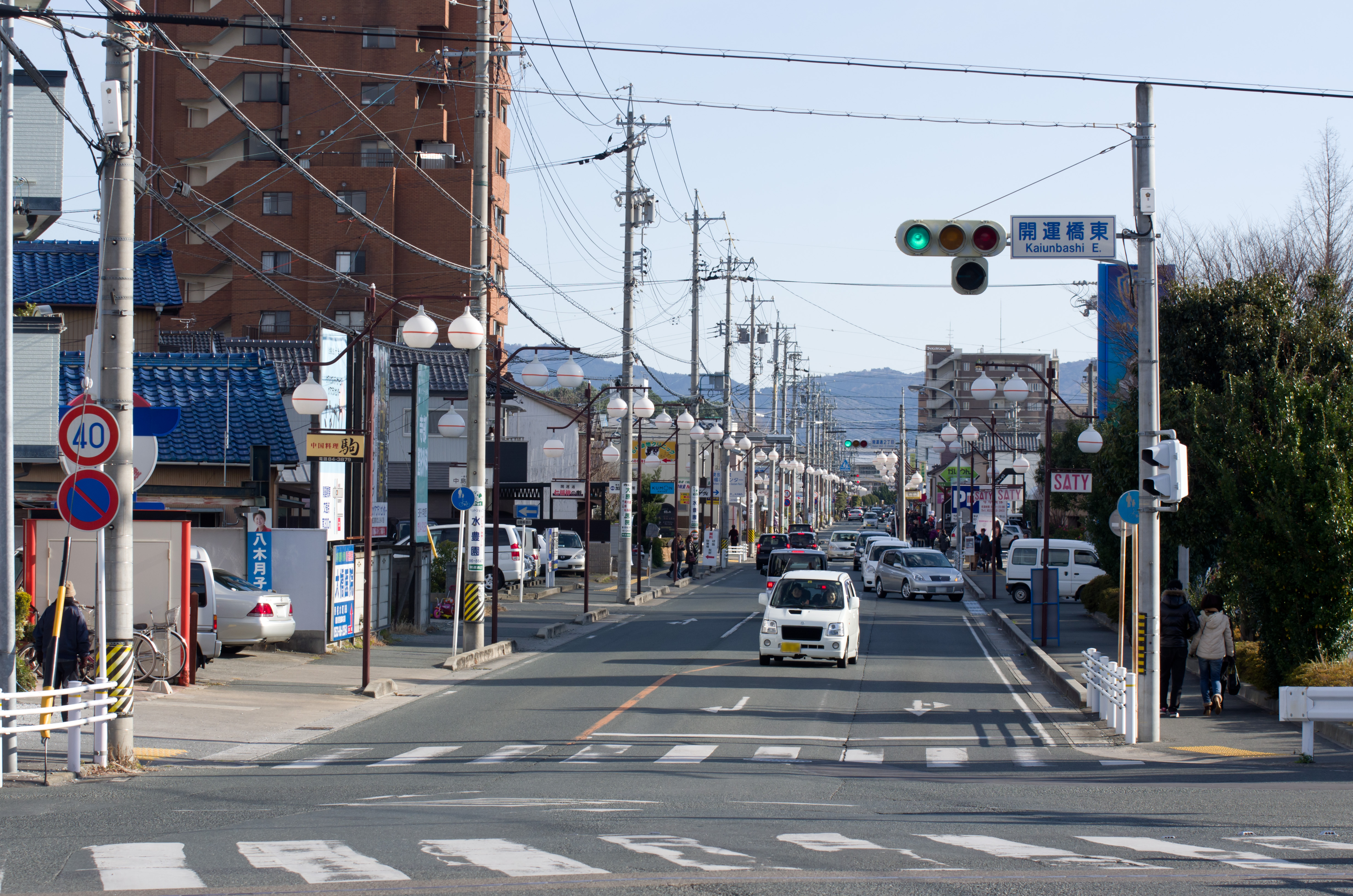
イオン豊川店の利用客が多く通る開運通

- 稲荷通
- 美和通
- 牛久保駅通
- 新桜町通
- 寿通
- 中央通
- 伊呂通
- 千歳通
- 末広通
- 開運通
- 駅前通
- 桜木通
- 南大通
- 姫街道

### 蒲郡市内の通り
竹島などの三河湾の景勝地を抱える観光都市である蒲郡市は、幡豆街道や国坂街道などの古来からの街道のほかに、温泉街道や西浦シーサイドロード、マリンロードなどの観光を意識した道路愛称がある。

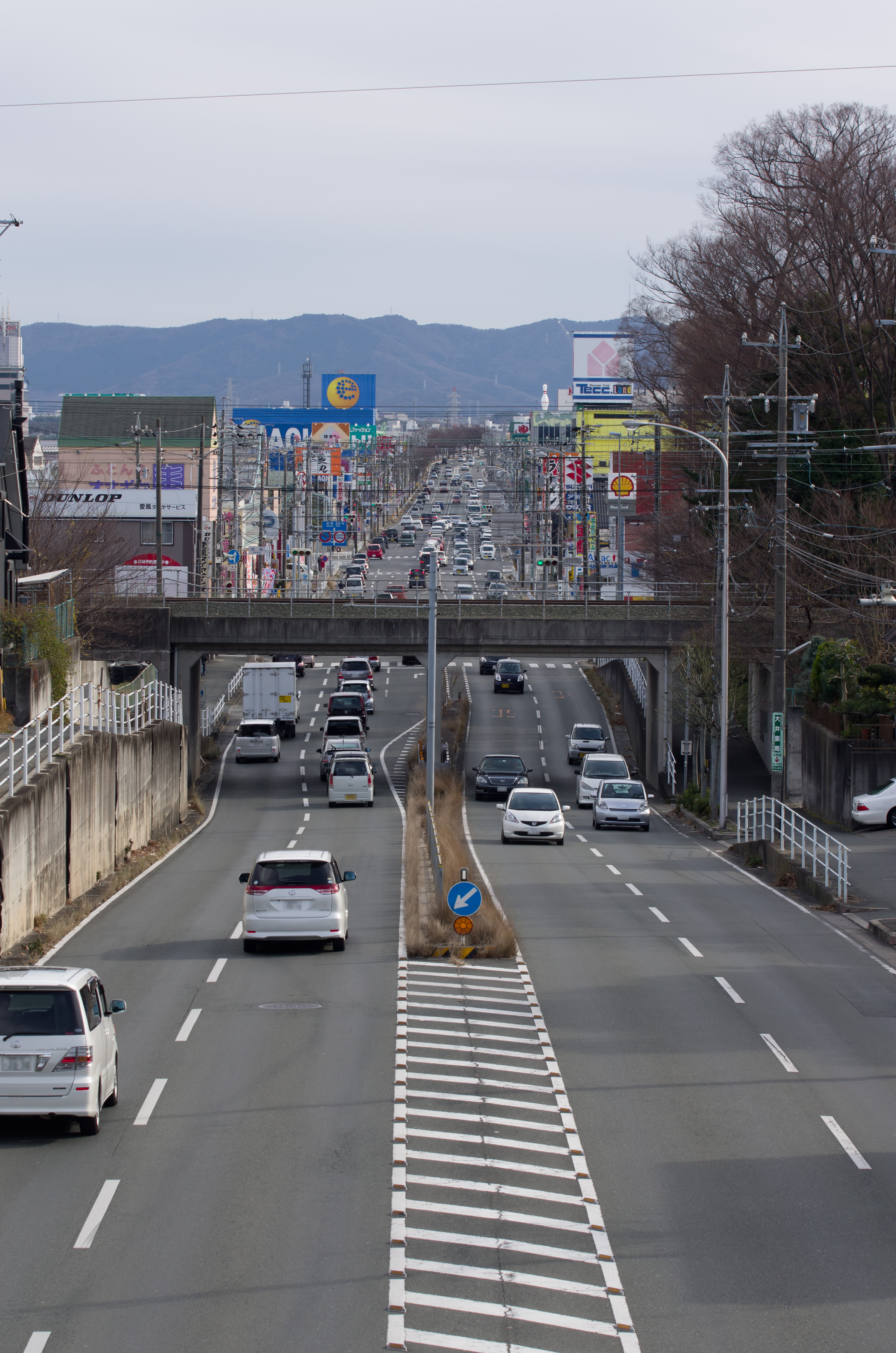
南大通の河岸段丘

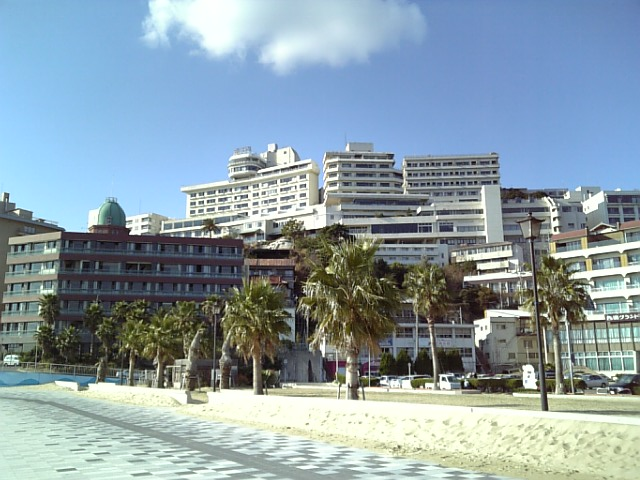
西浦温泉の温泉郷で西浦シーサイドロードが通る

- 相楽ヒメハルロード
- 柏原街道
- 春日通り
- 市役所通り
- 中央通り
- マリンロード
- 緑地公園通り
- 眺海橋通り
- 温泉街道
- 西浦シーサイドロード
- 幡豆街道
- 中央バイパス
- 国坂街道
- 三河湾スカイライン
- 三河湾オレンジロード